# Robert Conrad
Robert Conrad, född 1 mars 1935 i Chicago, Illinois, död 8 februari 2020 i Malibu, Kalifornien, var en amerikansk skådespelare.